# Rius de Pelapòrc
Rius de Pelapòrc (en francès Rieux-de-Pelleport) és un municipi francès situat al departament de l'Arieja i a la regió d'Occitània.